# Antocha (Orimargula) tana
Antocha (Orimargula) tana is een tweevleugelige uit de familie steltmuggen (Limoniidae). De soort komt voor in het Afrotropisch gebied.